# Барон, Мишель
Мише́ль Баро́н (фр. Michel Baron, настоящая фамилия Буаро́н [Boyron]; 8 октября 1653, Париж — 22 декабря 1729, там же) — французский актёр и драматург. Был единственным из учеников Мольера, посвятившим себя главным образом трагедии.

## Биография
Родился в семье известных актёра Андре Буарона по прозвищу Барон (умер в 1655 году) и актрисы Жанны Озу (умерла в 1662 году). В возрасте двенадцати лет начал работать в актёрской труппе детей госпожи Резен (La Raisin), известных как Труппа комедиантов дофина (Petits Comediens Dauphins), среди которых был самой яркой звездой. В 1665 году, во время гастролей труппы в Париже, его игру увидел Мольер, который был восхищён его талантом, Барон стал членом труппы Мольера и его протеже (взял его к себе в дом на воспитание). В результате недоразумения с Армандой Бежар — женой Мольера актёр поссорился с последним и был вынужден покинуть труппу драматурга, снова вёл кочевую жизнь артиста, переходя из одной труппы в другую, но вернулся в театр драматурга в 1670 году, играя ведущие роли во многих спектаклях. Он оставался в труппе до смерти Мольера. На его свадьбе с Шарлоттой Ленуар (Charlotte Le Noir, 1661-1730) в 1675 году свидетелями были Пьер Корнель и Жан Расин.
Затем он стал членом труппы Hotel De Bourgogne и с этого времени вплоть до своей отставки в 1691 году был одним из самых известных актёров французской сцены, играя многие главные роли в трагедиях Расина и различных комедиях. Выступая в амплуа трагического героя, Барон следовал принципам Мольера: добивался реалистичности и естественности трагической речи, ломал монотонную размеренность александрийского стиха, подчинял интонацию мысли, эмоции. В написанной для «Энциклопедии» статье «Декламация» Мармонтель так отзывался об игре Барона: «Декламируя или, точнее, читая стихи, Барон просто говорил их, по его собственному выражению, ибо считал оскорбительным даже слово „декламация“, у него не было ни тона, ни жеста, ни движения, которые не подсказывала бы природа. Иногда они были даже обычно-повседневны, но всегда правдивы… Он показал нам совершенство искусства — простоту в сочетании с благородством».
Он также написал пьесы Les Enlèvements (1685) и Le Débauché (1689) и перевёл две пьесы Теренция, исполнив в них роли. В 1720 году Барон снова появился в Пале-Рояле и ещё более активизировал театральную деятельность. При возобновлении актёрской карьеры продолжил играть роли героев: Цинна, Родриго, Гораций («Цинна», «Сид», «Гораций» Корнеля), Пирр («Андромаха» Расина). Его партнершей в этот период становится Адриенна Лекуврёр. Он умер 22 декабря 1729 года в Париже.
Его сын Этьен Мишель Барон (1676—1711) был также актёром, как и внук и две внучки, ставшие актёрами «Комеди Франсез».